# ガルム (駆逐艦)
ガルム (Garm) はノルウェー海軍の駆逐艦。ドラグ級。

## 艦歴

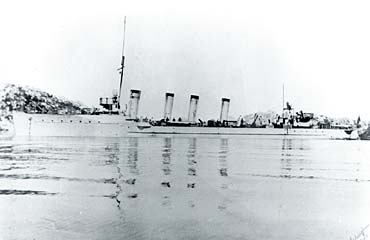
写真は1913年に撮影されたガルム。

ホルテン工廠で建造。1913年5月27日進水。1914年7月6日就役。
旧式化するとモスボール化されたが、1939年8月28日に再就役した。
1940年2月15日、カルステン・タンク＝ニールセン提督を乗せたガルムは、水雷艇Tryggと水雷艇Snøggに続き、ノルウェー領海内に入ったドイツ船アルトマルクを調査した。
ドイツ軍がノルウェーに侵攻した1940年4月9日にはベルゲンに所在していた。ガルムはドイツ艦隊の最後尾に位置していた軽巡洋艦「ケーニヒスベルク」を雷撃しようとしたが距離がありすぎたため失敗した。艦長のS. Skjolden大佐は「ケーニヒスベルク」に接近しようとしたが、ケーニヒスベルクが発砲し多くの至近弾を受けたガルムは攻撃を断念して北へ逃走した。
4月26日、駆逐艦「トロール」と共にソグネフィヨルド内に停泊していたところをドイツ軍機により攻撃された。投下された爆弾の内1発が「ガルム」に命中し、魚雷などが誘爆した。「ガルム」は二つに分断され、数時間炎上したあと沈んだ。「ガルム」には有効な対空火器がなかったため、敵機が来襲すると全乗員は艦を離れた。そのため死傷者は皆無であった。